# 페피콘-아트-골다우 철도
페피콘-아트-골다우 철도(Pfäffikon–Arth-Goldau railway)는 스위스의 대부분 단일 트랙 표준궤 노선이다. 원래 슈바이처리쉔 쥐토스트반(스위스 남동부 철도)에 의해 건설된 유일한 노선이었다. 제담(둑길) 위의 라퍼스빌-페피콘 철도와 베덴스빌-아인지델른 철도는 두 개의 전신 회사인 베덴스빌-아인지델른 철도와 취리히제-고트하르트반 (취리히호-고트하르트 철도)에 의해 건설되었다. 페피콘-아트-골다우 철도는 베덴스빌-아인지델른 철도의 일부로 건설된 잠슈타게른과 비버브루크 사이의 노선을 사용했다. 34.58km의 구간을 포함하여 2001년 합병의 결과 새로운 쥐토스트반의 일부가 된 보덴제-토겐부르크 철도(보덴제-토겐부르크반)는 1939년 5월 15일부터 15kV AC 16.7 Hz 규격으로 전철화시켰다.

## 역사
이 노선은 고트하르트 철도에 접근할 수 있도록 만들어졌다. 현지 조건으로 인해 베덴스빌-아인지델른 구간은 최대 5.0%의 등급으로 건설되었다. 이 노선은 1891년 7월 29일에 개통되어 7월 31일에 공식적으로 개통되었다. 그러나 정규 운영에 대한 공식 승인은 8월 4일까지 이루어지지 않았다. 이 불일치는 1891년 7월 31일과 8월 3일 사이에 슈비츠가 스위스 연방 창립 600주년을 기념했다는 사실로 설명할 수 있다. 따라서 이미 이 축하 행사를 위한 특별 열차가 있었다. 첫 번째 예정된 열차는 1891년 8월 8일에 운행되었다. 첫 번째 허가는 여전히 조건에 따라 운영이 제한되었다. 일부 교량에서 추가 작업을 수행해야 했기 때문에 최종 승인은 1892년 공식 교량 테스트 후에만 이루어졌다.
오랫동안 전철화 재정이 확보되지 않았으나, 1938년 7월 6일 총회에서 가결되었다. 곧바로 가공선로와 송전선로 공사가 시작되었다. 1939년 취리히에서 열린 스위스 국립 박람회 이전에 완성될 예정이었다.(Landi 39). 전기는 SBB의 에첼 작업장에서 원가로 공급된다. 전기화에 성공했고 10개월 이내에 회선에 전기화되었다. 5월 13일에 작은 축하 행사가 있었다. 1939년 5월 15일 시간표 변경에 따라 쥐토스트반의 전체 네트워크에서 전기 작업이 시작되어야 했다. 그러나 이 시기 철도에는 자체 전기 철도 차량이 없었다. 1938년에 주문된 8대의 철도 차량(CFZe 4/4 및 BCFZe 4/4)은 아직 인도되지 않았다.
비베레그역은 1935년 동계스포츠 휴게소로 개통되었고, 1979년 일반 휴게소로 전환되었다. 1974년 리드마트역이 개통되었다. 프라이엔바흐역은 1988년에 횡단역으로 업그레이드되었다. 교통량 증가로 인해 노선이 잠슈타게른과 쉰델레기-포이지스베르크 사이는 1992년에 복선화되었다.
루슈테나우 터널(또는 2번 터널) 하부에서 발생하는 변형. 이는 터널에 의해 뚫린 능선에서 주 도로를 재배치한 결과 경사 압력과 계곡 쪽의 절단으로 인해 발생했다. 1975년 초에 변형이 너무 강해져서 개입 작업이 불가피해졌다. 터널은 1975년 5월에 옹벽이 있는 절단으로 전환되었다. 교체 버스 서비스는 12일 동안 지속되었다.
1977년 10월 15일부터 페피콘-아트-골다우선은 최소한 이전 SBB 프로파일 I, 즉 46kg/m의 레일 중량을 갖추었다. 교량에 대한 차축 하중 및 선형 하중에 대한 제한이 해제될 수 있다. 2018년부터 클래스 D4(22.5톤 또는 22.1장톤 또는 24.8단축톤 차축 하중, 8톤/m 선형 하중)를 포함한 모든 철도 차량이 2018년부터 허용되었다.

## 참고자료
- Oswald, Gerhard; Michel, Kaspar (1991). 《Die Südostbahn – Geschichte einer Privatbahn》 (독일어). Zürich: Orell Füssli Verlag. ISBN 3-280-02048-4.